# Abella de la Conca
Abella de la Conca település Spanyolországban, Lleida tartományban. Abella de la Conca Cabó, Coll de Nargó, Isona i Conca Dellà és Conca de Dalt községekkel határos. Lakosainak száma 158 fő (2024).

## Népesség
A település lakosságának változását az alábbi diagram mutatja:
| Lakosok száma | 210  | 1043 | 568  | 384  | 161  | 187  | 183  | 170  | 179  | 158  |
|               | 1717 | 1887 | 1936 | 1960 | 1986 | 2004 | 2009 | 2014 | 2019 | 2024 |